# Adrián Paz Velázquez
Adrián Paz Velázquez es un deportista mexicano que compitió en atletismo adaptado. Ganó tres medallas en los Juegos Paralímpicos de Verano entre los años 1996 y 2004.

## Palmarés internacional
| Juegos Paralímpicos | Juegos Paralímpicos      | Juegos Paralímpicos | Juegos Paralímpicos |
| Año                 | Lugar                    | Medalla             | Prueba              |
| ------------------- | ------------------------ | ------------------- | ------------------- |
| 1996                | Atlanta (Estados Unidos) | Medalla de oro      | Jabalina F52        |
| 2000                | Sídney (Australia)       | Medalla de oro      | Jabalina F53        |
| 2004                | Atenas (Grecia)          | Medalla de plata    | Jabalina F52-53     |